# Deux Cow-boys à New York
Pour les articles homonymes, voir Cowboy.
Pour plus de détails, voir Fiche technique et Distribution.
Deux Cow-boys à New York (The Cowboy Way) est un film américain de Gregg Champion (en) sorti  en 1994.

## Synopsis
Amis d'enfance et champions de rodéos, Pepper (Piment dans la VF)  Lewis et Sonny débarquent à New York pour y retrouver la trace de Natchos Salazar et sa fille Teresa aux prises avec un réseau de travail clandestin.

## Fiche technique
- Titre français : Deux Cow-boys à New York
- Titre original : The Cowboy Way
- Réalisation : Gregg Champion (en)
- Scénario : Robert C. Thompson et William D. Wittliff
- Musique : David Newman
- Photographie : Dean Semler
- Montage : Michael Tronick
- Production : Brian Grazer
- Société de production : Imagine Entertainment et Universal Pictures
- Société de distribution : United International Pictures (France) et Universal Pictures (États-Unis)
- Pays :  États-Unis
- Genre : Comédie dramatique, action, thriller
- Durée : 102 minutes
- Date de sortie en salles :  États-Unis : 3 juin 1994 ;  France : 10 août 1994

## Distribution
- Woody Harrelson (VF : Emmanuel Curtil) : Pepper Lewis
- Kiefer Sutherland (VF : Emmanuel Jacomy) : Sonny Gilstrap
- Ernie Hudson : Officier Sam 'Mad Dog' Shaw
- Dylan McDermott : John Stark
- Marg Helgenberger : Margarette
- Luis Guzmán : Chango
- Joaquín Martínez : Nacho Salazar
- Cara Buono (VF : Michèle Buzynski) : Theresa Salazar
- Tomás Milián : Manny Huerta
- José Zúñiga : Carlos
- Allison Janney
- Leslie Stefanson